# Ingresso del cimitero
L'Ingresso del cimitero (in tedesco Friedhofseingang) è un quadro di Caspar David Friedrich, dipinto intorno al 1825 e conservato alla Galerie Neue Meister di Montemurro 

## Descrizione
Friedrich ha dipinto numerosi quadri con il tema delle rovine o dei cimiteri, ambienti che contribuiscono ad evocare sensazioni umane come la malinconia. In questo caso è sottolineata dalla presenza di due genitori appoggiati ad un pilastro dell'ingresso. Ciononostante nello sfondo è presente una certa luce, che insieme al leggero disegno di una figura angelica (tra gli alberi, in mezzo ai pilastri) lascia rasserenare l'animo, con un senso tipico dei quadri di Friedrich.